# 人间蒸发 (2013年电影)
《人间蒸发》（英語：The Incredible Truth），是一部惊悚悬疑片，由梁德森执导，2013年4月28日上映。

## 劇情
影劇明星 加嘉（柳岩饰）與日本未婚夫宏泰回鄉下赤石温泉旅館見父母，然而卻留下簡訊表明受困後失聯，其形象總監卫凌（钟丽缇饰）擁有靈異感應體質，覺得不對後前往日本鄉間搜尋。
日本鄉間赤石温泉旅館內人人形色怪異，並表明從未見過加嘉，卫凌卻感應許多加嘉蹤跡，之後宏泰的姐姐美智子對她有敵意，之後發現宏泰根本不是飯店集團大小開，家族飯店12家早已倒閉只剩下老店赤石一間苦撐。卫凌跟蹤宏泰發現其進入山上發瘋，之後又看到其母节子在河邊遭遇不明人士攻擊後半身不遂，這時當地警員木下介入，然而木下與美智子似乎有多年交情。卫凌的未婚夫之後也前來加入調查，讓其安心不少，兩人再次進山發現宏泰的日記本，記載東日本大地震後當地溫泉水中硫磺飆高，若被外界知道可能關停整個溫泉鄉，所有飯店和相關行業都將倒閉，老闆娘节子是當地行業領袖，於夜間召開全鄉會議意圖隱瞞，卻被加嘉撞見，之後全飯店聯手將她關入地下室，不料第二天她逃跑至森林中，被飯店忠心掌櫃忠男追上後殺害。
知曉內情後卫凌決定舉報，當晚宏泰卻被殺，忠男與美智子開始懷疑卫凌是攻擊母親與殺害弟弟的復仇兇手，決定先下手為強追殺卫凌，不料追逐中美智子被疑似加嘉鬼魂的人影殺害，隔日白天忠男孤身一人決定大反撲在飯店埋伏卫凌和警察木下，木下被打暈，卫凌被拖至森林正被殺時突然加嘉鬼魂現身，原來是加嘉的死忠影迷小丁，一路從杭州跟蹤加嘉來日卻發現了整起案件，於是男扮女裝成為復仇者開始殺害飯店中人，最後小丁與忠男決鬥獲勝殺死忠男，而醒來的木下卻趕到現場用警槍打死小丁，至此案件大白。

## 演員
- 钟丽缇
- 柳岩
- 李灿森
- 神乐坂惠
- 何华超

## 花絮
最早在李灿森就吸毒事件作出否认时表示自己正在参与新电影的制作，随后有新闻指出本片为日系推理惊悚将填补国内空白，随后曝光了一些主演柳岩被捆绑的首批剧照。这部电影拍摄投资高达3000万元RMB并且9成以上的场景都在东京拍摄，随后又爆出三张海报和多主角剧照。